# La donna di garbo
La donna di garbo, composta in occasione del Carnevale del 1743 e rappresentata al Teatro San Samuele di Venezia, è la prima commedia interamente scritta da Carlo Goldoni. L'opera, in tre atti, ha in epigrafe una dedica ad Andriana Dolfin Bonfandini, nobildonna veneziana che raccomandò il commediografo a Orazio Bartolini (futuro Cancellier Grande della Serenissima), all'epoca residente a Milano e del quale divenne segretario.

## Trama
Rosaura, una giovane donna di umili origini, si è fatta assumere come cameriera da un avvocato bolognese, vedovo attempato (il Dottore). Il figlio di costui, Florindo, giovane studente, aveva allacciato all'insaputa di tutti una relazione con Rosaura, interrompendola poi bruscamente nonostante avesse promesso di sposarla. Ma la ragazza, che proprio grazie a Florindo ha avuto modo di sviluppare cultura e savoir-faire, riesce a guadagnarsi la simpatia dei parenti del giovane, il quale invece non vorrebbe più saperne di lei, e grande è lo stupore di Florindo quando vede Rosaura per la prima volta in casa del padre. C'è poi una piega imprevista: il Dottore dichiara a Rosaura di essersi innamorato di lei. Questo è veramente troppo per Florindo, che non sa più che pesci prendere. Ma interviene Rosaura, che costringerà il giovane a rivelare ai familiari l'impegno che aveva preso con lei.

## Poetica
La protagonista di questa commedia molto amata dall'autore nonostante i suoi difetti ("perché scritta fin dal principio per intero") è Rosaura, una donna che con le armi femminili vede trionfare le sue ragioni sul sesso maschile e sui pregiudizi del passato (argomenti su cui Goldoni ritornerà più volte in seguito). D'altra parte le donne sono centrali nel teatro goldoniano: nonostante si tratti di proprietarie di locande, di innamorate, di madri o di servette, Goldoni le pone tutte allo stesso livello e non fa nessuna distinzione fra di loro. In tutte vede donne sensibili che amano, che sono gelose, e che difendono la loro virtù e il loro stato sociale. Comunque, hanno in comune quel sentimento profondo che chiamiamo amore.